# Pomeriggio caldo
Pomeriggio caldo è un film del 1988 diretto da Aristide Massaccesi.

## Trama
A Courtney, giornalista newyorkese, viene affidato un servizio su una setta religiosa di New Orleans. 
 Giunto in città con la moglie Connie, contatta Nora, una scrittrice riapparsa dopo una lunga assenza dovuta alla perdita del marito, ucciso durante un rito voodoo. 
 Connie, però, si lascia irresistibilmente attrarre dai riti della setta e particolarmente da uno dei suoi componenti, Budro: dopo avere avviato con lui una torrida relazione, rischierà di morire sacrificata durante un rito voodoo per mano sua. 
 L'intervento tempestivo di Courtney si rivelerà provvidenziale.